# フレンテ南大沢

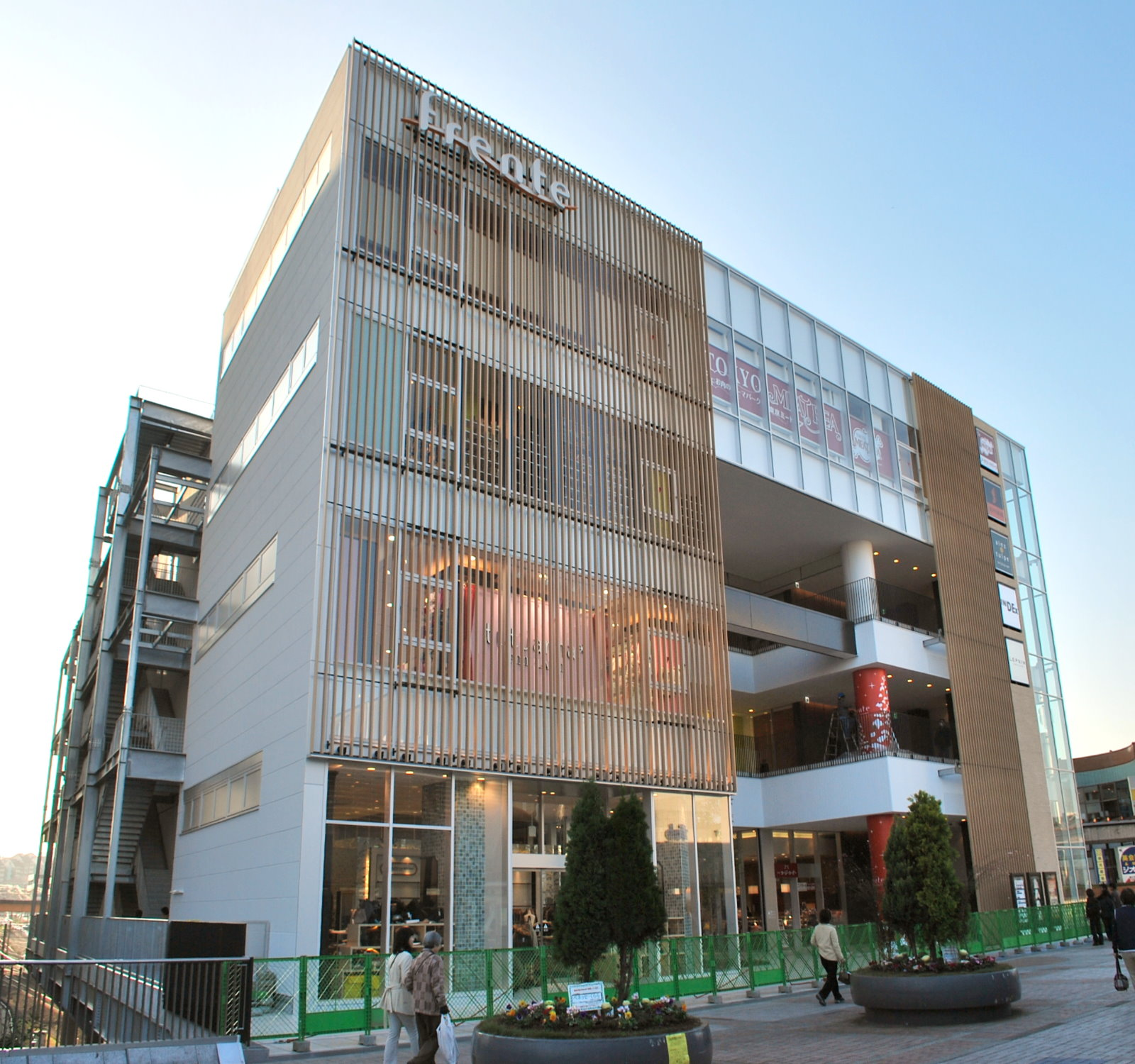
フレンテ南大沢新館

フレンテ南大沢（フレンテみなみおおさわ）は、東京都八王子市南大沢二丁目にある、京王グループの中核である京王電鉄株式会社の運営する複合商業施設である。

## 概要
2007年に建てられた旧館（既存館）と2009年に建てられた新館にわかれ、新館には日本初となる肉料理のテーマパークである「東京ミートレア」が出店している。施設面積は1130㎡である。

### 主なテナント
- 旧館（既存館）
  - K-Shop
  - ルパ
  - 啓文堂書店
  - 上島珈琲店
  - 大戸屋
- 新館
  - 島村楽器
  - 東京ミートレア
  - スターバックスコーヒー

## 交通アクセス

### 鉄道
相模原線の南大沢駅および駅前に立地する。

### バス
駅前ロータリーにバス停が設置されており、これらの路線バスを使うことも可能である。
詳細は南大沢駅#バス路線の項を参照のこと。

### 自動車
旧館（既存館）に駐車場を42台確保している。

### 自転車
新館に駐輪場を約60台分を確保している。他周辺に一時利用できる駐輪場がある。